# Joslyn Chavarria
Pour les articles homonymes, voir Chavarria.
Joslyn Chavarria, né le 20 octobre 1995, est un coureur cycliste bélizien.

## Biographie
Son père, Joslyn Chavarria Sr (né en 1959), a participé à la course en ligne et au contre-la-montre par équipes des Jeux olympiques 1984.
En 2015, Joslyn Chavarria Jr termine troisième du championnat du Belize et du championnat des Caraïbes dans la catégorie espoirs (moins de 23 ans). L'année suivante, il remporte le classement général du Tour du Belize. Il se distingue ensuite lors de la saison 2018 en devenant champion du Belize chez les élites. 

## Palmarès et résultats

### Palmarès par année
- 2015
  - 3e du championnat du Belize sur route espoirs
  -  Médaillé de bronze du championnat de la Caraïbe sur route espoirs
- 2016
  - Tour du Belize :
    - Classement général
    - 1re et 2e (contre-la-montre par équipes) étapes

  - 2e du championnat du Belize sur route espoirs
- 2018
  -  Champion du Belize sur route
  - Belmopan Cycling Classic
  - Prologue de la Vuelta Yucatán
  - 1re étape du Tour of The South
  - 2e du Tour of The South
- 2020
  - 2e de la KREM New Year's Day Cycling Classic

### Classements mondiaux
| Année                                 | 2015 | 2016  | 2017 | 2018  | 2019  | 2020 | 2021  |
| ------------------------------------- | ---- | ----- | ---- | ----- | ----- | ---- | ----- |
| Classement mondial                    |      | 1769e | nc   | 1244e | 2740e | nc   | 1607e |
| UCI America Tour                      | 308e | 286e  | nc   | 105e  | 449e  | nc   | 258e  |
|                                       |      |       |      |       |       |      |       |
| Légende : nc = non classéSource : UCI |      |       |      |       |       |      |       |